# USS LST-941

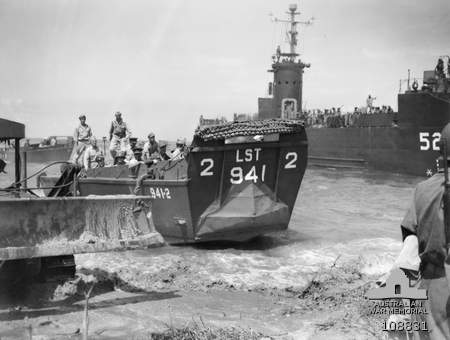

O USS LST-941 foi um navio de guerra norte-americano da classe LST que operou durante a Segunda Guerra Mundial.